# Soul Asylum
A Soul Asylum egy amerikai alternatív rock/grunge együttes. 1981-ben alakultak meg a minnesotai Minneapolis-ban, "Loud Fast Rules" néven. Ezen a néven még hardcore punkot játszottak. Első nagylemezükön még punk-rockot játszottak.
1983-ban változtatták nevüket Soul Asylum-ra. Leghíresebb számuk a "Runaway Train", amelyet a magyar rádióadók is többször játszottak, illetve Grammy-díjat is nyert.

## Diszkográfia/Stúdióalbumok
- Say What You Will, Clarence...Karl Sold the Truck (1984)
- Made to be Broken (1986)
- While You Were Out (1986)
- Hang Time (1988)
- And the Horse They Ride in On (1990)
- Grave Dancers Union (1992)
- Let Your Dim Light Shine (1995)
- Candy from a Stranger (1998)
- The Silver Lining (2006)
- Delayed Reaction (2012)
- Change of Fortune (2016)
- Hurry Up and Wait (2020)[2]